# Коровий, Валерий Викторович
Вале́рий Ви́кторович Корови́й (укр. Валерій Вікторович Коровій; род. 10 ноября 1964 года, пгт. Тростянец Винницкой области УССР) — украинский государственный деятель, председатель Винницкой областной государственной администрации с 27 февраля 2015 года до 18 сентября 2019 года.

## Биография
Родился 10 ноября 1964 года в посёлке городского типа Тростянец Винницкой области.
После окончания школы с сентября по ноябрь 1982 года работал учеником токаря Тростянецкого районного объединения «Сельхозтехника» Винницкой области. С ноября 1982 года по сентябрь 1984 года проходил службу в рядах Советской армии.
В 1989 году окончил винницкий филиал Украинской сельскохозяйственной академии, в 1994 году окончил аспирантуру Института экономики НАНУ, защитил кандидатскую диссертацию по теме «Конкуренция как условие эффективной деятельности предприятий в условиях рыночной экономики».
С 1994 по 1996 год работал заместителем председателя Винницкого областного территориального отделения Антимонопольного комитета Украины, с 1996 по 1998 был консультантом организационного отдела секретариата Винницкой областной государственной администрации, с июля по октябрь 1998 года — заведующим информационно-аналитическим отделом секретариата Винницкой ОГА.
С 1998 по 1999 год был первым заместителем начальника главного управления по вопросам экономики и собственности Винницкой ОГА, с 1999 по 2000 год — начальником главного управления экономики Винницкой ОГА, с 2000 по 2006 год — заместителем председателя Винницкой ОГА, с мая 2006 года по июль 2010 года — первым заместителем председателя Винницкой ОГА.
С сентября 2010 по июль 2011 года работал председателем наблюдательного совета ЗАО «КМТ», с 14 июля 2011 года был заместителем Винницкого городского головы.
Избирался депутатом Винницкого областного совета.
27 февраля 2015 года назначен временно исполняющим обязанности председателя Винницкой областной государственной администрации, занимал должность до 18 сентября 2019 года.
Женат, супруга — Таисия Васильевна (1967), двое сыновей — Богдан (1987) и Ярослав (1992).